# Xitole
Xitole est un des sept secteurs appartenant à la région Bafatá du Guinée-Bissau. En 2009, il comptait 19 336 habitants.

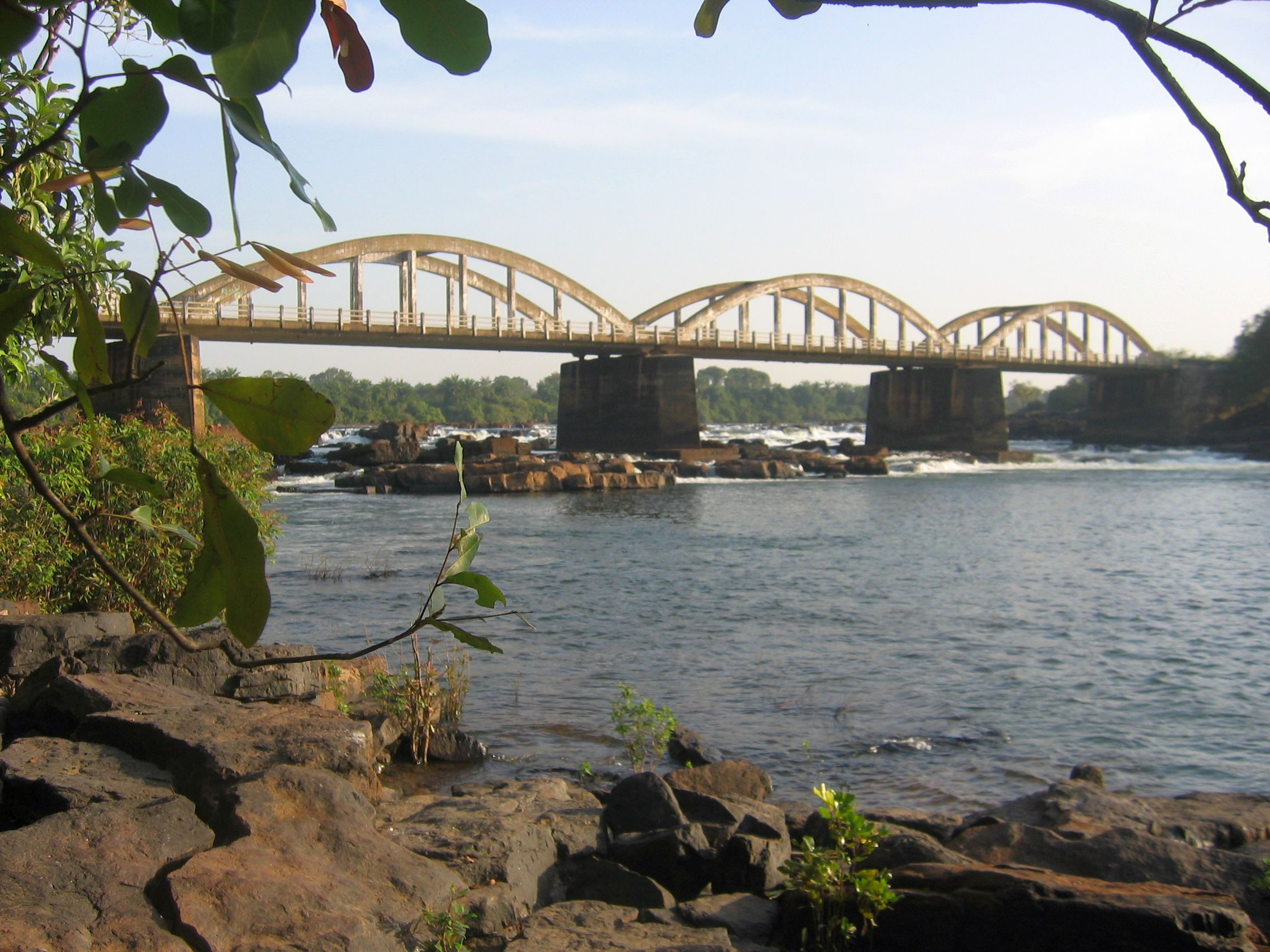
Xitole – Vue